# Африканская змеешейка
Африканская змеешейка (лат. Anhinga rufa) — вид птиц семейства змеешейковых. Ранее считался подвидом Anhinga melanogaster, но в начале XXI века признан самостоятельным видом.

## Описание
Африканская змеешейка достигает длины от 85 до 97 см и массы от 1,17 до 1,35 кг; размах крыльев от 116 до 128 см.

## Распространение
Распространён в Африке к югу от Сахары.

## Питание
Птица питается рыбой, лягушками и ракообразными. Во время охоты видно только голову птицы, торчащую из воды. Длинная шея остаётся под поверхностью воды, чтобы схватить добычу. После охоты птица даёт перьям обсохнуть, сидя на солнце с раскрытыми крыльями.

## Размножение
Птица строит гнездо из веток на дереве и откладывает 3—6 яиц. Часто гнездится вместе с цаплями и бакланами.